# Sindrome di fine millennio (EP)
Sindrome di fine millennio è il primo EP degli Uomini di Mare, pubblicato nel 2000 in edizione limitata disponibile solo in vinile e contenente 8 tracce, divise in due lati.

## Tracce
- Lato A

1. Dove sei? (LP Version) – 3:20
2. Dove sei? (Strumentale) – 3:20
3. Il turno di guardia (Strumentale) – 3:00
4. Uno su dieci (Strumentale) – 1:40

- Lato B

1. La monomania (LP Version) – 3:34
2. La monomania (Strumentale) – 3:34
3. Lei che (LP Version) – 3:46
4. Lei che (Strumentale) – 3:46